# Jan Sterling
Jan Sterling, pseudonimo di Jane Sterling Adriance (New York, 3 aprile 1921 – Woodland Hills, 26 marzo 2004), è stata un'attrice statunitense.

## Biografia
Figlia di Eleanor Ward Deans e William Allen Adriance Jr., architetto e dirigente pubblicitario, aveva una sorella più giovane, Ann "Mimi" Adriance, modella e donna d'affari. Cresciuta in un ambiente privilegiato, frequentò scuole private prima di trasferirsi con la famiglia in Europa e in Sud America. Studiò con tutori privati a Londra e Parigi prima di entrare nella scuola d'arte drammatica di Fay Compton.
Vinse il Golden Globe quale miglior attrice non protagonista nel 1955 per la sua interpretazione in Prigionieri del cielo (1954) e apparve in altri importanti film degli anni cinquanta, come L'asso nella manica (1951) di Billy Wilder, con Kirk Douglas, Nel 2000 non sorge il sole (1956) di Michael Anderson,  con Edmond O'Brien e Il colosso d'argilla (1956) di Mark Robson, con Humphrey Bogart.

## Vita privata
La Sterling si sposò due volte, la prima nel 1941 con l'attore britannico John Merivale, da cui divorziò nel 1948, poi con l'attore statunitense Paul Douglas, morto nel 1959. Dopo la morte di Douglas la carriera dell'attrice rallentò sensibilmente. Dal 1970 fu sentimentalmente legata all'attore e regista Sam Wanamaker. Negli ultimi anni, l'esistenza della Sterling fu segnata da malattie e infortuni, quali il diabete e la frattura di un'anca. Suo figlio, Adams Douglas, morì nel dicembre 2003, all'età di 48 anni, per insufficienza cardiaca e la Sterling morì tre mesi dopo, il 26 marzo 2004, all'età di 82 anni.

## Filmografia

### Cinema

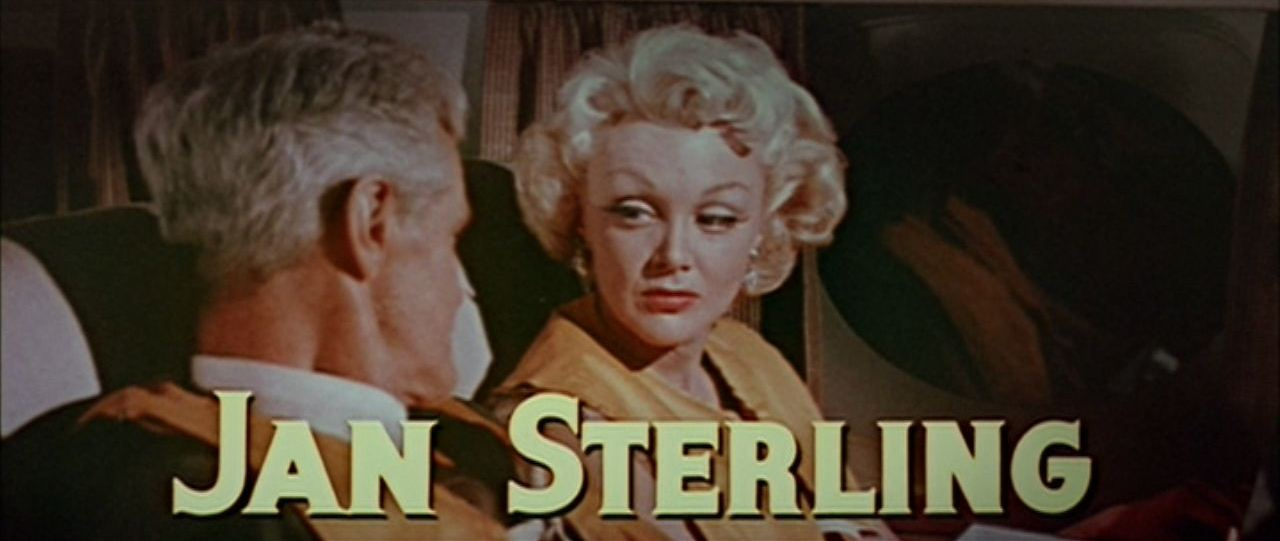
Jan Sterling in Prigionieri del cielo (1954)

- La grande conquista (Tycoon), regia di Richard Wallace (1947) (non accreditata)
- Johnny Belinda, regia di Jean Negulesco (1948)
- Prima colpa (Caged), regia di John Cromwell (1950)
- L'ultima preda (Union Station), regia di Rudolph Maté (1950)
- La strada del mistero (Mystery Street), regia di John Sturges (1950)
- The Skipper Surprised His Wife, regia di Elliott Nugent (1950)
- Snow Dog, regia di Frank McDonald (1950) (con il nome di Jane Adrian)
- Gunfire, regia di William Berke (1950) (non accreditata)
- L'asso nella manica (Ace in the Hole), regia di Billy Wilder (1951)
- La madre dello sposo (The Mating Season), regia di Mitchell Leisen (1951)
- Il cerchio di fuoco (Appointment with Danger), regia di Lewis Allen (1951)
- Il gatto milionario (Rhubarb), regia di Arthur Lubin (1951)
- Furia e passione (Flesh and Fury), regia di Joseph Pevney (1952)
- Sky Full of Moon, regia di Norman Foster (1952)
- Pony Express, regia di Jerry Hopper (1953)
- Prigionieri della città deserta (Split Second), regia di Dick Powell (1953)
- La primula rossa del Sud (The Vanquished), regia di Edward Ludwig (1953)
- Prigionieri del cielo (The High and the Mighty), regia di William A. Wellman (1954)
- Nei mari dell'Alaska (Alaska Seas), regia di Jerry Hopper (1954)
- Giungla umana (The Human Jungle), regia di Joseph M. Newman (1954)
- Return from the Sea, regia di Lesley Selander (1954)
- La rivolta delle recluse (Women's Prison), regia di Lewis Seiler (1955)
- Delitto sulla spiaggia (Female on the Beach), regia di Joseph Pevney (1955)
- Sangue caldo (Man with the Gun), regia di Richard Wilson (1955)
- Nel 2000 non sorge il sole (1984), regia di Michael Anderson (1956)
- Il colosso d'argilla (The Harder They Fall), regia di Mark Robson (1956)
- I bassifondi del porto (Slaughter on Tenth Avenue), regia di Arnold Laven (1957)
- L'animale femmina (The Female Animal), regia di Harry Keller (1958)
- Operazione segreta (High School Confidential!), regia di Jack Arnold (1958)
- Kathy O', regia di Jack Sher (1958)
- Love in a Goldfish Bowl, regia di Jack Sher (1961)
- New York: ore tre - L'ora dei vigliacchi (The Incident), regia di Larry Peerce (1967)
- The Angry Breed, regia di David Commons (1968)
- Peccatrici di provincia (The Minx), regia di Raymond Jacobs (1969)
- Sammy Somebody, regia di Joseph Adler (1976)
- Una notte con vostro onore (First Monday in October), regia di Ronald Neame (1981)

### Televisione
- Stage 7 – serie TV, episodio 1x16 (1955)
- The Star and the Story – serie TV, episodi 1x04-1x21 (1955)
- Celebrity Playhouse – serie TV, episodi 1x25-1x35 (1956)
- Climax! – serie TV, episodi 2x31- 4x02 (1956-1957)
- The Kaiser Aluminum Hour – serie TV, episodio 1x17 (1957)
- Pursuit – serie TV, episodio 1x12 (1959)
- General Electric Theater – serie TV, episodio 8x32 (1960)
- Bonanza – serie TV, episodio 2x15 (1960)
- Avventure in paradiso (Adventures in Paradise) – serie TV, episodio 2x32 (1961)
- The Dick Powell Show – serie TV, episodi 1x05-2x20 (1961-1963)
- L'ora di Hitchcock (The Alfred Hitchcock Hour) – serie TV, episodio 1x14 (1962)
- La legge di Burke (Burke's Law) – serie TV, episodi 1x06-2x30 (1963-1965)
- Vacation Playhouse – serie TV, episodio 2x07 (1964)
- The Nurses – serie TV, episodio 2x34 (1964)
- I giorni di Bryan (Run for Your Life) – serie TV, episodio 1x26 (1966)
- I sentieri del west (The Road West) – serie TV, episodio 1x24 (1967)
- Il virginiano (The Virginian) – serie TV, episodio 9x24 (1971)
- La casa nella prateria (Little House on the Prairie) – serie TV, episodi 3x06-6x09 (1976-1979)
- L'incredibile Hulk (The Incredible Hulk) – serie TV, episodio 4x15 (1981)

## Doppiatrici italiane
- Rosetta Calavetta in: Johnny Belinda, L'asso nella manica, La madre dello sposo, Furia e passione, Pony Express, Prigionieri della città deserta, Nei mari dell'Alaska, Giungla umana, Delitto sulla spiaggia, Il colosso d'argilla, I bassifondi del porto, L'animale femmina, New York: ore tre - L'ora dei vigliacchi
- Dhia Cristiani in: L'ultima preda, Sangue caldo
- Rina Morelli in: La primula rossa del sud, Prigionieri del cielo
- Adriana De Roberto in: Prima colpa
- Tina Lattanzi in: Il cerchio di fuoco
- Micaela Giustiniani in: Operazione droga/Operazione segreta
- Angela Cavo in: La casa nella prateria
- Benita Martini in: Una notte con vostro onore

## Riconoscimenti
Premi Oscar 1955 – Candidatura all'Oscar alla miglior attrice non protagonista per Prigionieri del cielo